# Goldkronensifaka
Der Goldkronensifaka oder Tattersall-Sifaka (Propithecus tattersalli) ist eine Primatenart aus der Familie der Indriartigen innerhalb der Lemuren.

## Merkmale
Goldkronensifakas sind die kleinsten Vertreter der Sifakas. Sie erreichen eine Kopfrumpflänge von 45 bis 47 Zentimetern, der Schwanz misst 42 bis 47 Zentimeter und das Gewicht beträgt 3,4 bis 3,6 Kilogramm. Sein Fell ist überwiegend weiß gefärbt, namensgebendes Merkmal ist die orange-gelbe Oberseite des Kopfes. Ein ähnlicher Farbton findet sich auch manchmal auf den Schultern, den Oberarmen und auf der Brust. Das unbehaarte Gesicht ist schwarz gefärbt, die Augen sind orange. Auffällig sind die weißen Büschel an den Ohren.

## Verbreitung und Lebensraum

Verbreitungsgebiet des Goldkronensifaka

Goldkronensifakas kommen wie alle Lemuren nur auf Madagaskar vor. Sie bewohnen ein kleines Gebiet im äußersten Norden der Insel, das zwischen den Flüssen Loky und Manambato liegt. Ihr Lebensraum sind trockene Laub- und Galeriewälder, meist sind sie unter 500 Metern Seehöhe zu finden.

## Lebensweise
Diese Primaten sind überwiegend tagaktiv, in der Regenzeit sind sie allerdings auch manchmal vor der Morgen- oder nach der Abenddämmerung zu sehen. In der Nacht schlafen sie in höheren Bäumen. Sie halten sich meist in den Bäumen auf und bewegen sich senkrecht kletternd und springend fort. Sie leben in Gruppen von drei bis zehn (meist fünf oder sechs) Tieren, die sich aus mehreren Männchen, mehreren Weibchen und den gemeinsamen Jungtieren zusammensetzen. Die Gruppenmitglieder kommunizieren mit mehreren Lauten, so haben sie eigene Alarmschreie für Greifvögel und für bodenbewohnende Räuber. Die Größe der Reviere variiert zwischen 6 und 12 Hektar, die Länge der Tagesstreifzüge zwischen 400 und 1200 Meter – in der Trockenzeit müssen sie aufgrund des spärlicheren Nahrungsangebotes größere Distanzen zurücklegen.
Sie sind Pflanzenfresser, die sich von jungen Blättern, unreifen Früchten, Samen, Knospen und Blüten ernähren. 
Nach einer rund 170-tägigen Tragzeit bringt das Weibchen im Juli ein einzelnes Jungtier zur Welt. Dieses klammert sich zunächst an ihren Bauch und reitet später auf ihrem Rücken. Mit rund fünf Monaten wird es entwöhnt. Ein Weibchen kann alle zwei Jahre Nachwuchs zur Welt bringen.

## Gefährdung
Das Verbreitungsgebiet der Goldkronensifakas umfasst weniger als 5000 km² und ist stark in Teilareale zerfallen. Abholzungen, Brandrodungen und der Bergbau verkleinern ihren Lebensraum, hinzu kommt die Bejagung. Die Gesamtpopulation wird auf 6000 bis 10.000 Tiere geschätzt, die IUCN listet die Art als „stark gefährdet“ (endangered).

## Entdeckung und Systematik
Die Art wurde 1974 von Ian Tattersall erstmals beobachtet, der sie zunächst für eine Population des Seidensifakas hielt. 1988 wurde sie als eigenständige Art beschrieben und nach Tattersall benannt. Bis heute ist umstritten, in welche der beiden Artengruppen der Sifakas der Goldkronensifaka einzuordnen ist. Mittermeier et al. (2008) ordnen ihn vorläufig in die verreauxi-Gruppe, also als näheren Verwandten des Larvensifakas.